# Kenny G Live
Kenny G Live – nagrany na żywo album saksofonisty Kenny’ego G, wydany w 1989 roku. Uplasował się on na pozycji #2 listy notowania Contemporary Jazz oraz na miejscu #16 Billboard 200. 

## Lista utworów
1. „Going Home” - 5:29
2. „Sade” - 5:49
3. „Silhouette” - 9:17
4. „Midnight Motion” - 8:23
5. „Home” - 5:14
6. „Don't Make Me Wait for Love” - 7:13
7. „I've Been Missin' You” - 4:17
8. „Esther” - 5:36
9. „Tribeca” - 6:44
10. „Songbird” - 10:38
11. „Uncle Al” - 4:35

## Single
| Rok  | Tytuł        | Pozycje na listach    | Pozycje na listach                  | Pozycje na listach |
| Rok  | Tytuł        | US Adult Contemporary | US Hot R&B/Hip-Hop Singles & Tracks | US Hot 100         |
| ---- | ------------ | --------------------- | ----------------------------------- | ------------------ |
| 1989 | „Going Home” | #5                    | #46                                 | #56                |